# Паакконен, Лассе
Лассе Паакконен (фин. Lasse Paakkonen; род. 8 июля 1986, Раахе, Оулу) — финский лыжник, участник Олимпийских игр в Ванкувере. Специалист спринтерских гонок. 

## Карьера
В Кубке мира Паакконен дебютировал в 2008 году, в марте 2010 года единственный раз попал в десятку лучших на этапе Кубка мира, в спринте. Кроме этого на сегодняшний день имеет на своём счету 12 попаданий в тридцатку лучших на этапах Кубка мира, 8 в личных и 4 в командных соревнованиях. Лучшим достижением Паакконена в общем итоговом зачёте Кубка мира является 70-е место в сезоне 2009-10.
На Олимпиаде-2010 в Ванкувере стал 10-м в командном спринте.
За свою карьеру в чемпионатах мира участия пока не принимал.
Использует лыжи производства фирмы Fischer.